# Lawra
Eine Lawra, auch Lavra, Laura oder Laure (kyrillisch Лавра, von altgriechisch Λαύρα ‚Straße, Gasse, Flur‘) ist im frühchristlichen sowie später dann orthodoxen Mönchtum eine von einer Einsiedlerkolonie bewohnte Stätte in Form von Zellen oder Grotten, in denen die Mönche zwar abgesondert voneinander als Anachoreten leben, aber die Liturgie gemeinsam feiern, und auch einem gemeinsamen Abt (abbas) unterstehen.

## Ursprung
Die Ursprünge dieser eremitischen Lebensform liegen im frühchristlichen Ägypten und Palästina des 4. Jahrhunderts; dort gelten die Eremitensiedlungen in der Sketischen Wüste als deren Keimzelle: Die erste Lawra wurde 328 oder 335 von Chariton dem Bekenner in Pharan gegründet; eine zweite errichtete er in Duka nahe dem Jordan. Seinem Beispiel folgten in späterer Zeit u. a. Euthymios der Große, Gerasimos und Sabas. Gerasimos gab seiner Laure eine Regel: Die Mönche mussten zunächst ein gemeinsames Leben führen. Wenn sie sich als geeignet erwiesen hatten, wies man ihnen eine Zelle zu, in der sie fünf Tage der Woche ohne Feuer und gekochte Nahrung in völliger Stille ihrer Arbeit nachgehend und sich dem Gebet widmend zubrachten. Samstags und sonntags kamen sie dann zu den gemeinsamen Gottesdiensten zusammen und nahmen eine gekochte Mahlzeit mit etwas Wein zu sich. Von den über 130 palästinischen Klöstern des vierten bis siebten Jahrhunderts waren mindestens zwanzig Lauren. Besonders bekannt waren neben der Laura von Pharan und besonders der von Sabas gegründeten sog. Großen Laura Mar Saba, die des hl. Euthymios (Chirbet el-Merd) mit ihren 38 Felsenmalereien, die Firminos-Laura, ein Zentrum des Origenismus – die Felsenkirche und das Baptisterium wurden 1928 in Chirbet Duwer entdeckt –, und ferner die noch heute von griechisch-orthodoxen Mönchen bewohnte ehemalige Laura von Koziba.
Als sich schließlich das Klostermönchtum durchgesetzt hatte, wurde die Bezeichnung Lawra bzw. Lavra von anderen orthodoxen Klöstern übernommen, wie dem Kloster Megisti Lavra (Große Lavra) auf dem Athos. Davon ausgehend wurde die Bezeichnung als Ehrentitel auf wichtige Klöster der russisch-orthodoxen Kirche übertragen.

## Bauform
Eine Lawra im Palästina der Spätantike hatte in der Regel eine Kirche als Mittelpunkt. Darum herum lagen Bauten zur gemeinschaftlichen Nutzung, um die sich wiederum die einzelnen Anachoretenzellen gruppierten. Damit unterschied sie sich von den ummauerten frühen Klöstern der Koinobiten.
Zahlreiche Lauren wurden bereits kurz nach ihrer Gründung in Koinobitenklöster umgewandelt und umgebaut. Grund dafür war auch die wachsende ökonomische Bedeutung der Beherbergung von Pilgern und der Krankenpflege, was in geschlossenen und stärker organisierten Gemeinschaften besser möglich war.

## Kloster mit Ehrentitel
Nur wenige Klöster im heutigen Russland und in der Ukraine tragen den Ehrentitel einer Lawra:
- Kiewer Höhlenkloster, Ukraine (seit 1688)
- Mariä-Entschlafens-Kloster von Potschajiw in der Oblast Ternopil, Ukraine (seit 1833)
- Mariä-Entschlafens-Kloster von Swjatohirsk  in der Oblast Donezk, Ukraine (seit 2004)
- Dreifaltigkeitskloster von Sergijew Possad nordöstlich von Moskau (seit 1774)
- Alexander-Newski-Kloster in Sankt Petersburg (seit 1797)